# Уилкинсон, Тейт
Тейт Уилкинсон (англ. Tate Wilkinson; 27 октября 1739 — 16 ноября 1803) — английский актёр и театральный деятель.

## Биография
Родился в семье священнослужителя. Обучался в школе Хэрроу.
Его первые попытки выступления на сцене провалились. Ученик С. Фута, в пьесах которого он выступал с успехом. Получил известность благодаря чудесному дару мимики. Успешно выступал в Лондоне и Дублине, гастролировал в провинции. Был очень популярен на провинциальных сценах, играя шекспировских персонажей.
Пародист. Однако его пародии часто оскорбляли видных актёров и театральных деятелей, чьи особенности он успешно копировал, среди них Д. Гаррик, Р. Шеридан и прочие, которые будучи в восторге от подражания других, сами были среди самых злых его хулителей и угрожали ему расправой.
В 1766 году Т. Уилкинсон стал партнером Джозефа Бейкера в управлении несколькими театрами Йоркшира. После смерти партнера в 1770 году он стал единоличным и успешным директором нескольких театров. Театр Лидс, построенный по его проекту в 1771 году, был одним из них.
В 1769 году Тейт Уилкинсон купил королевский патент, дающий право называть театр в Йорке королевским и некоторые другие привилегии. Т. Уилкинсон кроме Йоркского королевского театра владел ещё несколькими в разных городах. Он обладал одной из ведущих провинциальных театральных компаний, это позволяло ему привлекать в свои театры лучших актёров своего времени.
Т. Уилкинсон пользовался хорошей репутацией как менеджер. Более 30 лет руководил зрелищными предприятиями в Йорке, в которых начали свою сценическую деятельность известные английские актёры (Э. Фаррен, Д. Джордан, Р. Кембл, Ч. Мэтьюс, С. Сиддонс и другие).
Т. Уилкинсон — автор книг «Мемуары» («Memoirs», 1790) и «Странствующий владелец театра» («Wandering patentee», 1795).